# Grigio cadetto
Grigio cadetto è una sfumatura blu-grigiastra del colore grigio. Il primo uso della parola grigio cadetto come nome di un colore in inglese fu nel 1912. Prima del 1912, la parola grigio cadetto era usata come nome per un tipo di uniforme militare.

## Sfumature

### Blu cadetto
A destra è mostrato il colore blu cadetto.
Il primo uso della parola blu cadetto (cadet blue) come nome di un colore fu nel 1892.
Nel 1987, il blu cadetto è stato formulato come uno dei colori X11, che nei primi anni 1990 divenne noto come uno dei colori web X11.

### Blu comando stellare
A destra è mostrato il colore blu comando stellare.
Questo colore sembra essere stato formulato come un'ipotesi del colore che gli ufficiali avrebbero indossato in una navicella spaziale.

### Cadetto
A destra è mostrato il colore cadetto, una sfumatura scura del grigio cadetto.
Il primo uso della parola cadetto come nome di un colore in inglese fu nel 1915.

### Cadetto spaziale
a destra è mostrato il colore cadetto spaziale.
Cadetto spaziale è uno dei colori del Lista dei Colori di Resene, una lista di colori molto popolare in Australia e Nuova Zelanda. Il colore "cadetto spaziale" è stato formulato nel 2007.
Questo colore sembra essere stato formulato come un'ipotesi del colore che i cadetti avrebbero indossato in una navicella spaziale.

## Uso militare

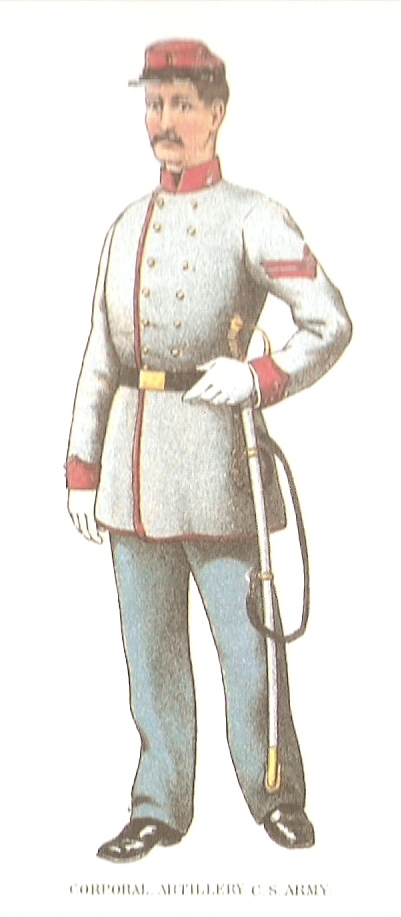
Uniforme di un Caporale della Confederazione dell'Artiglieria

Il nome grigio cadetto deriva dal suo uso nelle uniformi dei militari degli Stati Uniti, in particolare, nei cadetti della United States Military Academy.
Entrambi gli eserciti nella Guerra civile americana inizialmente includevano uniformi di questo colore, ma è stato identificato inizialmente con quelle degli Stati Confederati d'America. Nel 1863, tutte le truppe sono state invitate a rispettare il Regolamento per la Confederate States Army e hanno le divise grigio cadetto.
Il grigio cadetto era stato precedentemente il colore scelto per l'esercito della Repubblica del Texas nel 1835 e 1840.